# Oktjabrskaja (metrostation Novosibirsk)
Oktjabrskaja (Russisch: Октябрьская) is een station van de metro van Novosibirsk. Het station maakt deel uit van de Leninskaja-lijn en werd geopend op 28 december 1985 als het op vier na noordelijkste station van het eerste metrotracé in de stad. Het metrostation bevindt zich in het centrum van Novosibirsk.

## Externe links

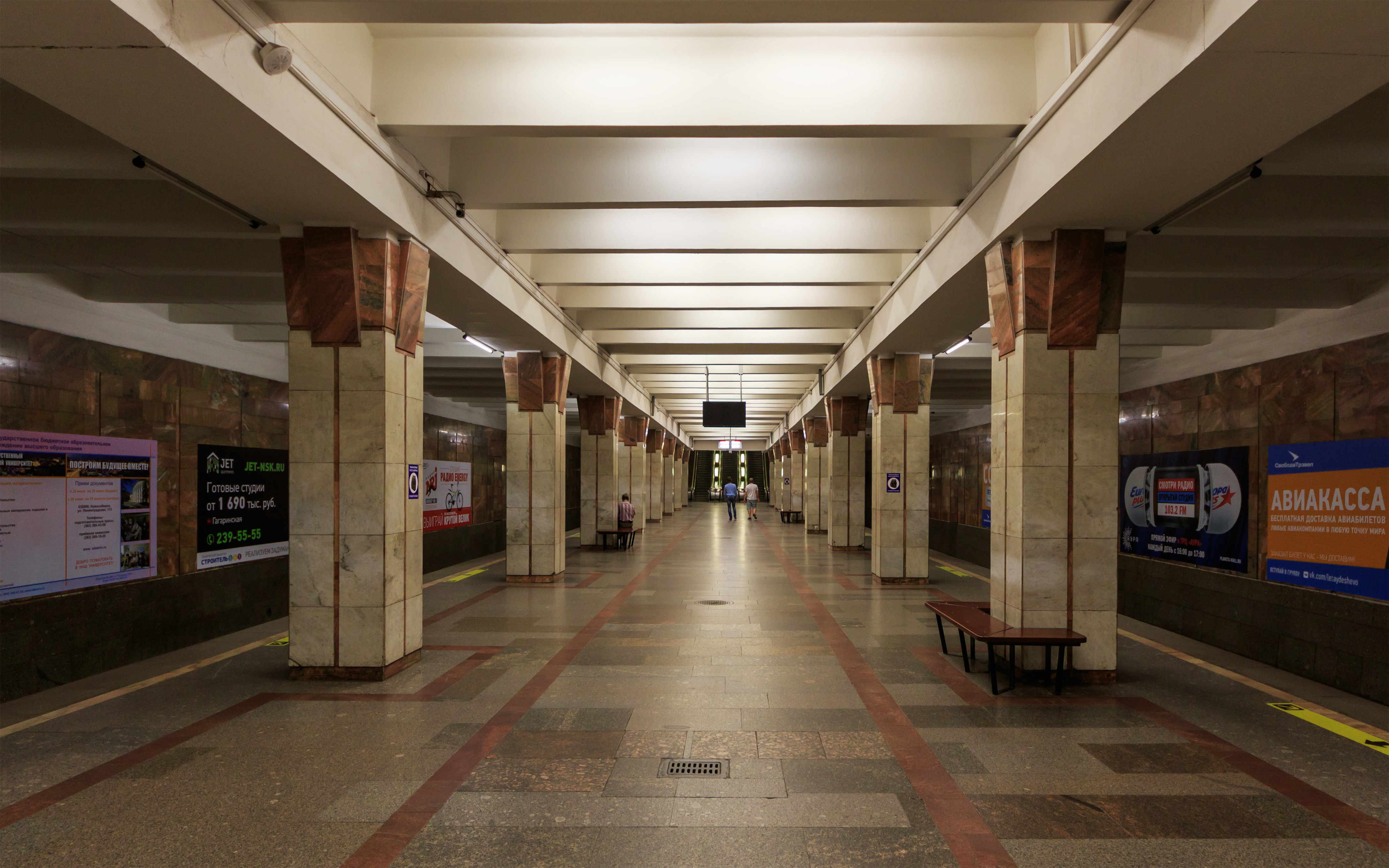
Oktjabrskaja